# The Final Storm

The Final Storm es una película del género thriller apocalíptico, dirigida por Uwe Boll y escrita por Tim McGregor. Se estrenó en el año 2010.

## Argumento
Ubicado en el Pacífico Noroeste Pacífico, un personaje misterioso llamado Silas Hendershot (Luke Perry) se refugia de una tormenta severa en una granja propiedad de Tom (Steve Bacic) y Gillian Grady (Lauren Holly). Afirma que debería quedarse y que deberían vigilarse unos a otros. Tom comienza a disgustar a Silas y se hace sospechoso de él y de su pasado.
Tom viaja a la comisaría de la ciudad para buscar registros sobre Silas después de encontrar un recorte de periódico sobre él y su padre en el ático. La ciudad entera está desierta con sólo volantes anunciando una evacuación obligatoria debido a la tormenta. Tom es atacado por dos hombres trastornados después de encontrar un artículo que muestra a Silas como el verdadero asesino de su padre. Tom logra pelear contra los dos hombres y escapar de regreso a la granja.
Al leer el artículo de noticias, muestra que el padre de Silas perdió la granja porque estaba borracho y esto enfureció tanto a Silas que lo colgó de un árbol y lo dejó allí durante días. Cuando un agente de ejecución de una hipoteca del banco vino para encerrar en la casa, Silas se cortó la garganta también. Entonces se descubre que Silas ha estado en prisión durante los últimos 20 años relacionados con las dos muertes. Tom, después de encontrar a su mujer medio desnuda con Silas en el cuarto de baño, lo golpea a punta de pistola y le dice que nunca regrese.
Esa noche, Silas regresa sin embargo, y comienza un incendio como una distracción fuera que hace que Tom corra a buscar a Silas. Silas atrapa una cuerda alrededor del cuello de Tom y lo arrastra en el árbol para colgar, igual que lo hizo con su padre. Silas entonces entra a la casa para hablar con la esposa de Tom y tratar de persuadirla para que se convierta en su nueva esposa. El hijo de Tom viene a su rescate y corta a Tom del árbol momentos antes de que pierda el conocimiento. Entonces se produce una batalla entre Tom y Silas. Tom quema a Silas vivo empujándolo al fuego que Silas creó como distracción.
Después de la batalla, Tom y su familia notan que las estrellas en el cielo empiezan a brillar y luego desaparecen como se representaba en la Biblia. A lo largo de la película, Silas hace varias referencias al próximo "fin del mundo", así como el "éxtasis" como una explicación a la desaparición de la población de la ciudad y el hecho de que los saqueadores armados vagan por ella. Justo antes del papel final de los créditos, todo el universo se muestra brillando muy brillantemente y desapareciendo, significando el fin del mundo..

## Producción
La grabación se inició en Vancouver, Canadá en el año 2008. La producción costó cinco millones de dólares, siendo una de las películas de Uwe Boll de menor presupuesto. Es una de las pocas películas de este director que no está basada en un videojuego.

## Reparto
- Steve Bacic - Tom Grady
- Lauren Holly - Gillian Grady
- Luke Perry - Silas Hendershot
- Cole Heppell - Graham Grady

- Datos: Q823020